# Праздник трёх царей
Праздник трёх царей (Праздник трёх королей, Праздник трёх волхвов) — официальный праздник в федеральных землях Баден-Вюртемберг, Бавария, Саксония-Анхальт, а также в Испании, в Польше и в Хорватии. В Эстонии праздник завершает рождественские празднества. Один из главных в католической церкви, отмечается 6 января.

## История

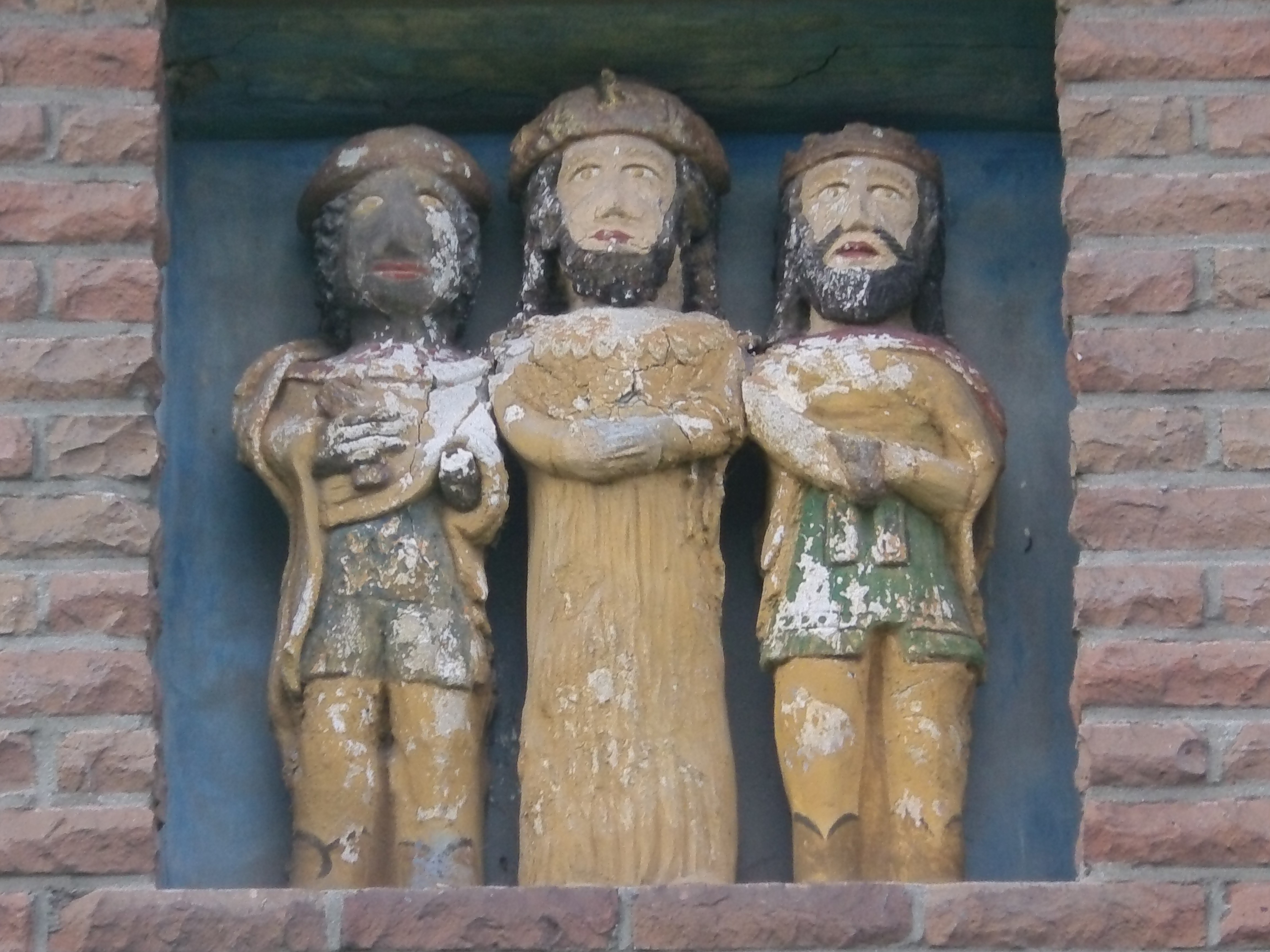
Каменные фигуры трёх царей. XVII век

Праздник Богоявления или торжество «трёх царей» (трёх царей, трёх волхвов, трёх мудрецов) возник в первые века прихода христианства на Востоке. На Западе начал отмечаться с IV века (впервые в Галлии) как соединение трёх важнейших событий: прихода к младенцу Иисусу трёх волхвов с дарами, крещения Иисуса Христа в водах Иордана Иоанном Крестителем и Богоявления (во время крещения на Иисуса сошёл Дух Святой в виде голубя). Эти три темы были включены в VII веке в римскую литургию. В этот день в память о поклонении трёх царей Иисусу Христу в католических храмах служат благодарственные мессы. В католических областях Германии в честь праздника проводятся шествия, сопровождаемые так называемым «пением со звездой», в них участвуют дети, одетые в костюмы трёх царей, один из которых несёт большую, освещённую изнутри звезду. Дети ходят из дома в дом, поют, получают подарки и пожертвования на благотворительные цели.
Другие обычаи праздника — написание знака «C + M + B», установка фигур трёх царей в рождественский вертеп, выкуривание злых духов из жилища, шумные шествия ряженых. Во время этого праздника в Бремене на реке Везер проводят так называемое «Ледовое пари».
Самые широкие мероприятия, связанные с Праздником трёх царей, проводятся в Кёльнском соборе, где в особой раке хранятся их мощи, привезённые в 1164 году из Милана по распоряжению Фридриха Барбароссы.